# Amt Grönenberg

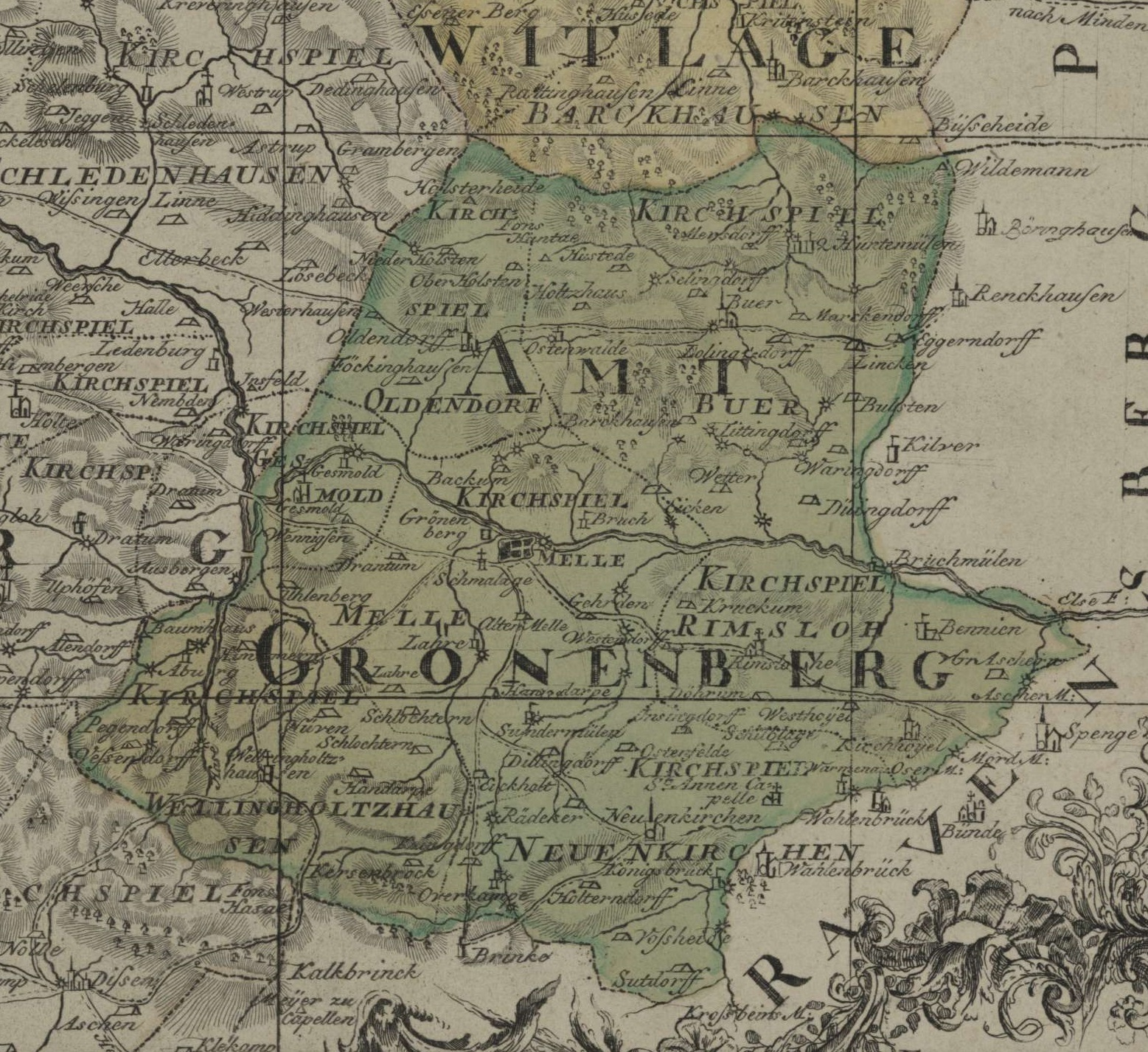
Das Amt Grönenberg mit seinen Kirchspielen im Jahr 1774

Das Amt Grönenberg war ein Amt im Hochstift Osnabrück, im Fürstentum Osnabrück, im Königreich Hannover und in der preußischen Provinz Hannover. Sein Umfang entsprach weitgehend dem Gebiet der heutigen Stadt Melle im Landkreis Osnabrück in Niedersachsen.

## Geschichte

### Hochstift Osnabrück
Das bis 1802 bestehende Hochstift Osnabrück war in sieben Ämter gegliedert, darunter das Amt Grönenberg im Raum Melle. Es ging aus dem historischen Grönegau hervor und war nach der Burg Grönenberg bei Melle benannt. Diese wurde im 13. Jahrhundert als Landesburg des Hochstifts Osnabrück errichtet und diente spätestens ab 1309 als Amtssitz. Dem Amt stand ein Drost als oberster Verwaltungsbeamter vor. Nachdem die Burg im 16. Jahrhundert aufgegeben wurde, hatte der Drost seinen Sitz in Melle. Ein bekannter Drost war Hermann von Amelunxen im 16. Jahrhundert.
Das Amt Grönenberg im Hochstift Osnabrück war wie folgt gegliedert:
- Der Flecken Melle
- Die Vogtei Melle mit den Bauerschaften Altenmelle, Bakum, Dielingdorf, Drantum, Eicken, Eickholt, Gerden, Handarpe, Laer und Schlochtern
- Die Vogtei Buer mit dem Kirchdorf Buer sowie den Bauerschaften Barkhausen, Bulsten, Düingdorf, Eicken, Holzhausen, Hustädte, Linken, Löllingdorf, Meesdorf, Markendorf, Sehlingdorf, Tittingdorf, Wehringdorf und Wetter
- Die Vogtei Riemsloh mit den Kirchdörfern Riemsloh und Hoyel sowie den Bauerschaften Bennien, Döhren, Groß Aschen, Krukum, Westendorf und Westhoyel
- Die Vogtei Neuenkirchen mit dem Kirchdorf Neuenkirchen sowie den Bauerschaften Holterdorf, Insingdorf, Küingdorf, Ostenfelde, Redecke, Schiplage und Suttorf
- Die Vogtei Wellingholzhausen mit den Kirchdörfern Wellingholzhausen und Gesmold sowie den Bauerschaften Handarpe, Himmern, Kerßenbrock, Nüven, Peingdorf, Schlochtern, Uhlenberg, Wennigsen und Vessendorf
- Die Vogtei Oldendorf mit dem Kirchdorf Oldendorf sowie den Bauerschaften  Föckinghausen, Niederholsten, Oberholsten und Westerhausen

Die Grenzen der Vogteien lehnten sich an die Grenzen der Kirchspiele an.

### Kurfürstentum Hannover
Von 1802 bis 1807 gehörte das Amt Grönenberg als Teil des Fürstentums Osnabrück zum Kurfürstentum Hannover.

### Königreich Westphalen
Von 1807 bis 1810 gehörte das Gebiet des Amtes Grönenberg zum Distrikt Osnabrück im Departement der Weser des napoleonischen Satellitenstaats Königreich Westphalen. Es war während dieser Zeit in die drei Kantone Melle, Buer und Neuenkirchen gegliedert.

### Kaiserreich Frankreich
Das gesamte Osnabrücker Land gehörte nach der Annexion durch Napoleon Bonaparte von 1811 bis 1813 zum Arrondissement Osnabrück im französischen Departement der Oberen Ems. Das Gebiet des alten Amtes Grönenberg wurde erneut neu gegliedert. Es umfasste nun die Mairien (Bürgermeistereien) Melle, Gesmold, Neuenkirchen, St. Annen und Riemsloh im Kanton Melle, die Mairien Buer und Oldendorf im Kanton Essen sowie die Mairie Wellingholzhausen im Kanton Dissen.

### Königreich Hannover
Der Wiener Kongress schlug das ehemalige Hochstift und Fürstentum Osnabrück auch völkerrechtlich dem Königreich Hannover zu. Die historischen Ämter im Königreich wurden restauriert; darunter auch das Amt Grönenberg, das der Landdrostei Osnabrück zugeordnet wurde. Im Unterschied zur Einteilung im 18. Jahrhundert wurde jetzt eine zusätzliche Vogtei in Gesmold eingerichtet, die das Kirchdorf Gesmold und die Bauerschaft Wennigsen umfasste. Bei der Kommunalreform von 1852 wurde der Raum Melle umfassend neu gegliedert:
- Melle schied aus dem Amt Grönenberg aus und wurde zu einer sogenannten selbständigen Stadt.
- Die Gemeinden der Vogteien Buer und Oldendorf sowie des Kirchspiels Melle ohne die Stadt Melle wurden zum neuen Amt Melle zusammengefasst.
- Im Amt Grönenberg verblieben die Gemeinden der Vogteien Gesmold, Wellingholzhausen, Neuenkirchen und Riemsloh. Neu zum Amt Grönenberg kamen die beiden Gemeinden Dratum-Ausbergen und Üdinghausen-Warringhof, die kirchlich seit jeher zum Kirchspiel Gesmold, jedoch politisch bis 1852 zum Amt Osnabrück gehörten.

1859 wurde diese Gliederung korrigiert. Die Ämter Melle und Grönenberg wurden zum Amt Grönenberg zusammengefasst, während die Stadt Melle amtsfrei blieb.

### Preußische Provinz Hannover
Nach dem Deutschen Krieg annektierte Preußen 1866 das Königreich Hannover und machte es zu seiner Provinz Hannover. Die hannoverschen Ämter und selbständigen Städte blieben zunächst bestehen. 1885 wurden in der Provinz durchgängig preußische Verwaltungsstrukturen eingeführt. Dabei wurde aus der selbständigen Stadt Melle und dem Amt Grönenberg der Landkreis Melle gebildet. Seitdem trugen keine Verwaltungseinheiten mehr den Namen Grönenberg.

## Einwohnerentwicklung
| Jahr | Amt Grönenberg | Amt Grönenberg | Quelle |
| ---- | -------------- | -------------- | ------ |
| 1771 | 16.733         | 16.733         | [ 9 ]  |
| 1787 | 16.998         | 16.998         | [ 9 ]  |
| 1823 | 22.651         | 22.651         | [ 10 ] |
| 1828 | 24.281         | 24.281         | [ 11 ] |
| 1840 | 26.790         | 26.790         | [ 12 ] |
| 1845 | 25.807         | 25.807         | [ 13 ] |
|      | Amt Grönenberg | Stadt Melle    |        |
| 1852 | 23.856         | 1.755          | [ 14 ] |
| 1861 | 22.653         | 1.598          | [ 15 ] |
| 1867 | 22.637         | 1.680          | [ 16 ] |
| 1871 | 22.613         | 1.805          | [ 17 ] |
| 1875 | 22.005         | 1.976          | [ 18 ] |
| 1880 | 22.850         | 2.287          | [ 19 ] |
| 1885 | 22.261         | 2.341          | [ 20 ] |